# Basilobelba barbata
Basilobelba barbata är en kvalsterart som beskrevs av Durga Charan Mondal och Balsi Chand Kundu 1984. Basilobelba barbata ingår i släktet Basilobelba och familjen Basilobelbidae. Inga underarter finns listade.